# Aedes luteus
Aedes luteus är en tvåvingeart som först beskrevs av Frank Ludlow 1905.  Aedes luteus ingår i släktet Aedes och familjen stickmyggor.
Artens utbredningsområde är Filippinerna. Inga underarter finns listade i Catalogue of Life.